# Гімназія № 36 (Ростов-на-Дону)
Гімназія № 36 — муніципальний загальноосвітній заклад в Ростові-на-Дону. Будинок побудовано в 1915 році в стилі модерн за проектом архітектора П. Я. Любімова. Будівля гімназії має статус об'єкта культурної спадщини місцевого значення.

## Історія

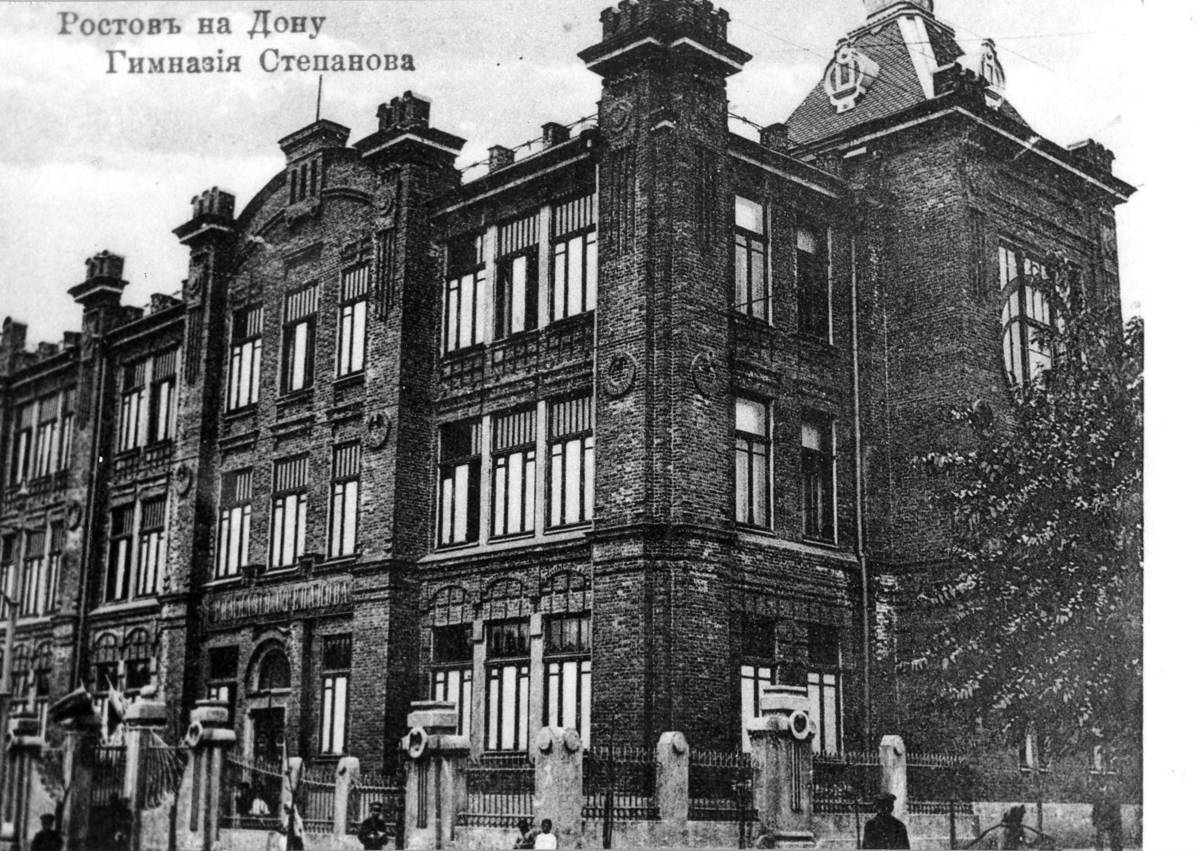
Гімназія на старій листівці

У 1906 році статський радник Микола Павлович Степанов відкрив у Ростові чотирикласну чоловічу гімназію. Спочатку вона розміщувалася в приміщенні колишнього дитячого притулку, але через кілька років Степанов вирішив збудувати для неї окрему будівлю. Нову будівлю гімназії було побудовано в 1915 році за проектом київського архітектора П. Я. Любимова. В гімназію брали з 14-15 років. Плата за навчання у підготовчому класі становила 100 рублів, а в першому — 130 рублів. З 1916 року в гімназії могли навчатися як хлопчики, так і дівчатка.
Під час громадянської війни гімназія була діючою. У 1920 році вона була перетворена в трудову школу першого ступеня № 95. В 1922 році на базі молодших класів школи № 95 відкрили школу першого та другого ступенів № 24 імені Троцького. З 1926 року — це школа-семирічка № 5 імені Троцького. У документах 1928 року навчальний заклад значилося як Ростовська-на-Дону совтрудшкола-дев'ятирічка № 10. За даними 1938 року — середня школа № 36 ім. М. Горького. У 1962 році в школі № 36 було введено викладання ряду предметів англійською мовою. У 1997 році школа була реорганізована в гімназію № 36.
У 2007 році гімназія № 36 увійшла в число шкіл-лауреатів всеросійського конкурсу «Кращі школи Росії».

## Архітектура та оформлення
Цегляна будівля школи має три поверхи і підвал. Дах чотирисхилий з шатром на північно-східній стороні. Цегельний декор і асиметрія фасаду гімназії, складна форма віконних прорізів дозволяють віднести споруду до стилю модерн. Лізени, які грають роль розкрепівок, слугують для вертикального членування фасаду. Горизонтальне членування будівлі досягається завдяки карнизу на кронштейнах і міжповерховій тязі.
Будівля розташована на розі вулиці Горького та Соборного провулка. Вона має складну конфігурацію. Рекреаційний зал гімназії є композиційним центром будівлі. До нього примикають сходи і класи.
1 вересня 2011 року перед входом в гімназію була встановлена скульптура хлопчика на глобусі.

## Відомі учні
- Мінц Олександр Львович — вчений-радіотехнік. Навчався в гімназії з 1908 по 1916 рік. Про це свідчить встановлена в 1977 році меморіальна дошка[1].
- Риндзюн, Володимир Ілліч — письменник, публіцист, журналіст, відомий під псевдонімом А. Ветлугін; автор творів «Авантюристи громадянської війни», «Третя Росія», був секретарем і перекладачем А. Дункан і С. Єсеніна, працював з А. Товстим. Навчався в гімназії з 1906 по 1914 рік. Нагороджений золотою медаллю[7].